# Хворостинин, Фёдор Юрьевич
Князь Фёдор Юрьевич Хворостинин (? — 22 декабря 1656, Москва) — воевода, окольничий и боярин во времена правления Михаила Фёдоровича и Алексея Михайловича.
Из княжеского рода Хворостинины. Единственный сын князя Юрия Дмитриевича Хворостинина. В родословной росписи поданной в 1682 году в Палату родословных дел записан с прозвищем — "Кривошей".

## Биография
Начиная с 1636 года в звании стольника, упоминается в дворцовых разрядах на различных государевых мероприятиях, в основном — Чашник.
В июле 1645 года послан в Псков, Изборск, Гдов и Опочку приводить всех горожан к присяге в верности новому царю Алексею Михайловичу. В 1647 году назначен воеводой в Тулу, где нёс службу по защите от крымских набегов. 16 января 1648 года Хворостинин, вызванный в Москву, участвовал в чине бракосочетания царя Алексея Михайловича с Марией Милославской, пятнадцатый в свадебном поезде. В царские именины, 17 марта 1651 года, пожалован в окольничие и в апреле в Грановитой палате представлял царю польских послов. В этом же году назначен 9 мая первым воеводой в Тулу для охранения от прихода войск Крымской орды и ногайцев, он там пробыл год, затем был вызван в Москву и оставлен при царском дворе. В декабре 1652 года ехал первым для установления станов при государевом походе в Савин монастырь, где в январе следующего года обедал с Государём, а в апреле обедал с Государём и московским патриархом Никоном, у него в патриаршей столовой келье.  Часто приглашаемый к государеву столу, на протяжении многих лет, Хворостинин пользовался особым расположением царя.
В походе против польского короля в 1654 году, в мае послан в Вязьму перед Государевым походом  вторым воеводой Передового полка. В 1654—1655 годах, в войне с поляками, проявил дарования полководца, взяв приступом Минск и принимал деятельное участие в ряде побед над поляками и литовцами, под предводительством Радзивилла и Гонсевского. В 1655 году, в апреле на Пасху в Смоленске стоял при пожаловании боярства князю Фёдору Никитичу Одоевскому, в мае второй воевода Передового полка в походе из Смоленска против польского короля, в феврале представлял Государю в Золотой палате Антиохийского патриарха Макария III.
Вернувшись после взятия Вильны в Москву, Хворостинин, пожалованный в бояре и обласканный царем, но тяжело больной, покинул службу, постригся в монашество с именем Феодосий.
Умер в 1656 году, похоронен в Троице-Сергиевой лавре.

## Семья
Князь Фёдор Юрьевич, согласно исследованию Д. Ф. Кобеко, был женат на Елене Борисовне Лыковой, дочери князя Бориса Михайловича Лыкова и Анастасии Никитичны Романовой (ум. 1655), сестры патриарха Филарета. Комнатная боярыня, упоминается на свадьбе царя Алексея Михайловича:
Дочь:
- Княжна Мария Фёдоровна (1651—1723) — супруга князя Бориса Алексеевича Голицына (1654—1714).

## Критика
В Родословном сборнике русских дворянских фамилий В.В. Руммеля и В.В. Голубцова, сказано, что князь Фёдор Юрьевич был женат на Елене Борисовне Змиевой, а в "Истории родов русского дворянства" П.Н. Петрова, на княжне Елене Борисовне Татевой.